# Présentevillers
Présentevillers – miejscowość i gmina we Francji, w regionie Burgundia-Franche-Comté, w departamencie Doubs.
Według danych na rok 1990 gminę zamieszkiwało 489 osób, a gęstość zaludnienia wynosiła 128 osób/km² (wśród 1786 gmin Franche-Comté Présentevillers plasuje się na 323. miejscu pod względem liczby ludności, natomiast pod względem powierzchni na miejscu 898.).